# Domenico Schiattarella
Domenico Schiattarella (Milaan, 17 november 1967) is een voormalig Italiaans autocoureur. Hij maakte zijn Formule 1-debuut in 1994 bij Simtek en nam deel aan 7 Grands Prix. Hij scoorde geen punten. Zijn beste resultaat was een negende plaats bij de Grand Prix van Argentinië in 1995.
Nadat zijn Formule 1-carrière eindigde bij het faillissement van Simtek ging hij ook nog racen in de CART en de American Le Mans Series.